# Chepstow
Chepstow (en gallois : Cas-gwent) est une ville du pays de Galles située au sud du pays dans le comté du Monmouthshire.
La ville, qui est toujours en partie entourée de murailles, descend en pente raide de la grande porte jusqu'à l'ancien passage sur la Wye où John Rennie construisit un pont en fer d'une ligne élégante en 1816. La Wye ici marque la frontière entre le pays de Galles et l'Angleterre.
Le sentier côtier Wales Coast Path, inauguré le 5 mai 2012, commence à Chepstow, longe l'intégralité des côtes du Pays de Galles et se termine à Queensferry après quelque 1 400 km.

## Toponymie

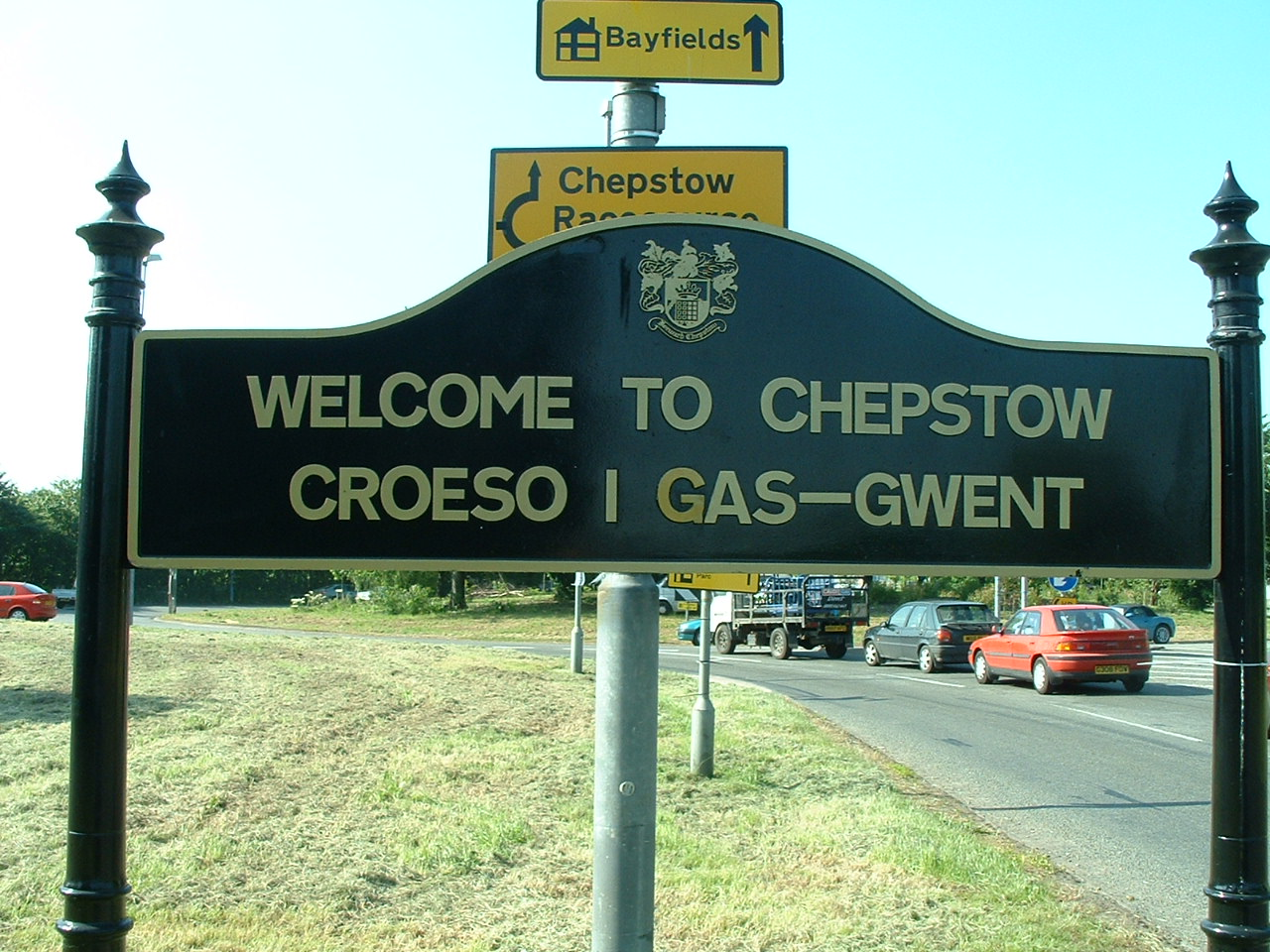
Plaque de bienvenue.

Le nom « Chepstow » est un dérivé du vieil anglais ceap / chepe stowe, qui signifie « place du marché » ou « centre de commerce ». Le mot stow désigne généralement un lieu d'une importance particulière, et la racine chep est la même que celle d'autres noms de communes tels que Chipping Sodbury et Cheapside. Le nom est enregistré pour la première fois en 1307, mais peut avoir été utilisé par les Anglais au cours des siècles précédents. Cependant, le nom utilisé par les Normands pour le château et la seigneurie était Striguil (en) (également écrit Estrighoiel), probablement dérivé du mot gallois ystraigyl, signifiant « coude de la rivière ».

## Jumelages
La ville est jumelée avec :
- Cormeilles (Eure) (France) depuis 1975.

## Culture locale et patrimoine

### Lieux et monuments

#### Château

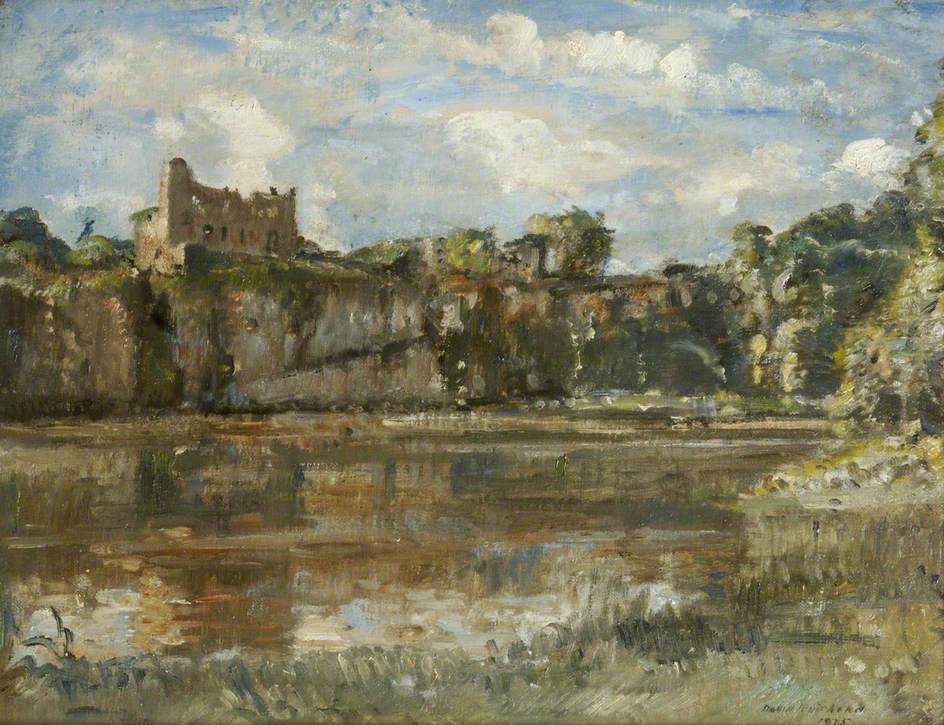
Le château de Chepstow, par David Muirhead (1925). Huile sur toile, Ashmolean Museum, Oxford.

Le château de Chepstow (en) surplombe la rivière Wye, à une courte distance en aval du centre-ville. La Grande Tour est la partie la plus ancienne du complexe et date de la fin du XIe siècle. Le château a été agrandi, à la fois vers l'ouest et vers l'est, au cours des siècles suivants, mais est tombé en ruine après la Première révolution anglaise.
Le château est géré par Cadw, et est ouvert au public tous les jours de l'année, à l'exception de quatre jours fériés autour de Noël et du Nouvel An. On y accède par une guérite datant de la fin du XIIe siècle et il contient des expositions sur son histoire. Un sentier à côté du château, dans la vallée, est le tronçon de départ et d'arrivée de la Wye Valley Walk (en).
Il est possible que le château ait été l'une des sources d'inspiration pour le château fictif de Poudlard dans les romans Harry Potter. L'auteure J. K. Rowling a vécu dans le village voisin dans les années 1970 : « […] Nous avons déménagé à Tutshill, un petit village près de Chepstow, au sud du pays de Galles. La ville est dominée par un château perché sur une falaise. Ce qui peut expliquer beaucoup de choses ».

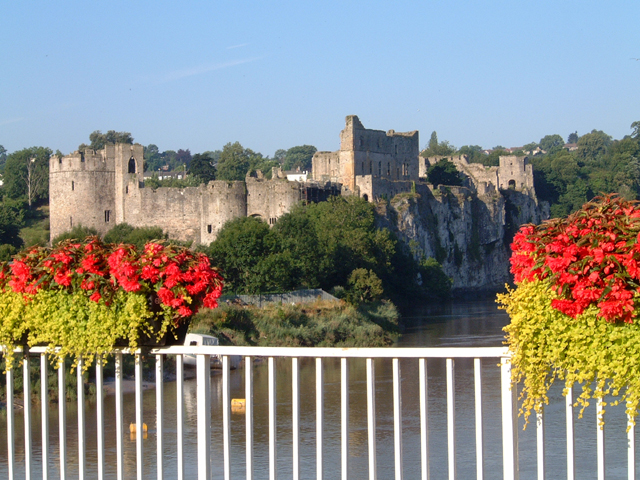
Le château
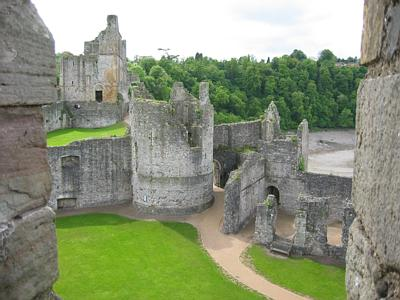
Le château

### Personnalités liées à la commune
- Richard Meade (1938-2015), né à Chepstow, cavalier spécialiste du concours complet, triple champion olympique.
- Owain Yeoman (1978-), né à Chepstow, acteur.